# Лиходько Іван Олександрович
Іван Олександрович Лиходько (29 серпня 1893 — 1943 (або 1944)) — підполковник Армії УНР.

## Життєпис
Народився у м. Суджа Курської губернії, на Східній Слобожанщині. Останнє звання у російській армії — поручик.
Навесні 1919 р. служив у складі 19-ї пішої дієвої дивізії Північної групи Дієвої армії УНР. Брав участь у боях під Костополем. Згодом — старшина 1-ї Північної дивізії Дієвої армії УНР.
У складі 2-го кінного полку ім. І. Мазепи брав участь у Першому Зимовому поході. Лицар Залізного Хреста. У другій половині 1920–1923 рр — старшина штабу 2-ї Волинської дивізії Армії УНР.
У 1920—30-х рр. жив у Камінь-Каширському, згодом — у Любомлі та Костополі на Волині, працював бухгалтером.
У 1942 р. створив у Костополі три сотні «Поліської Січі» отамана Бульби-Боровця. Наприкінці 1942 р. сотні було роззброєно, а І. Лиходька заарештовано й ув'язнено німцями. Через місяць був звільненим, керував партизанським загоном у районі Луцька. Загинув у 1943 р. або 1944 р.